# Osmý den
Osmý den je francouzsko-belgický hraný film z roku 1996, který režíroval Jaco Van Dormael podle vlastního scénáře. Snímek měl světovou premiéru na filmovém festivalu v Cannes v květnu 1996.

## Děj
Harry je osamělý muž, který se sedm dní v týdnu věnuje své práci. Všechno se změní, když potká Georgese, mentálně postiženého člověka s Downovým syndromem, který žije přítomným okamžikem. Tyto dvě bytosti, které jsou naprostými protiklady, se stanou přáteli.

## Obsazení
| Daniel Auteuil   | Harry                   |
| Pascal Duquenne  | Georges                 |
| Miou-Miou        | Julie                   |
| Henri Garcin     | ředitel banky           |
| Isabelle Sadoyan | matka Georgese          |
| Hélène Roussel   | matka Julie             |
| Laszlo Harmati   | Luis Mariano            |
| Rémy Julienne    | agresivní řidič         |
| Olivier Gourmet  | muž v restauraci        |
| Sabrina Leurquin | servírka v restauraci   |
| Christian Hecq   | vedoucí obchodu s obuví |
| Jean Bollery     | otec Nathalie           |

## Ocenění
- Filmový festival v Cannes: Cena za nejlepšího herce (Daniel Auteuil a Pascal Duquenne)
- Mezinárodní filmový festival Abitibi-Témiscamingue: Velká cena Hydro-Québec